# 香飘飘奶茶
香飘飘奶茶，简称“香飘飘”，是由浙江香飘飘食品公司生产并于2005年上市的一种固体冲调奶茶饮料。

## 历史
由于成功的广告宣传和其他一些原因，使得奶茶销量连年居高不下。有报道称2010年香飘飘奶茶销量突破10亿杯，销售额估计约20亿人民币。香飘飘奶茶在电视广告中曾使用“杯子连起来可以绕地球一圈”来说明其销量之大，但准确性存在争议。在正面报道销量巨大的同时，该产品也出现了关于食品安全的负面新闻，但是真实性存疑。

## 冠名贊助
- 浙江香飘飘食品公司曾以其產品香飘飘奶茶冠名贊助東方衛視真人秀節目《中國夢之聲》第二季。